# اولین عشق (فیلم ۱۹۵۹)
اولین عشق (به انگلیسی: First Love) فیلمی محصول سال ۱۹۵۹ و به کارگردانی ماریو کامرینی است. در این فیلم بازیگرانی همچون کارلا گراوینا، لورلا د لوکا، کریستین کاوفمان، پائولو کواترینی، لوچانا آنجولیلو، ماریو کاروتنوتو، اما بارون، ادواردو تونیلو، فابریتسیو کاپوچی، جانپائولو روسمینو، ماریو پیسو، لوچانو مارین، رایموندو وان ریل، کارلو جوفره و نیه‌تا زوکی ایفای نقش کرده‌اند.